# UKF Music
UKF Music, ou simplement UKF, est un label discographique anglais spécialisé dans la musique électronique détenu par Luke Hood et AEI Group, qui met l'accent sur le partage de tous les aspects de la musique électronique. UKF Music a été créé par Luke Hood, qui a commencé à partager de la bass music au moyen de ses deux premières chaînes YouTube, UKF Drum & Bass et UKF Dubstep, en 2009. Le 28 juin 2012, UKF atteignit un milliard de vues sur YouTube depuis sa création. Le label a maintenant cinq chaînes YouTube. Au-delà de YouTube, le label a édité des séries de compilations et de podcasts, organisé divers événements, et même créé sa propre plate-forme de billetterie.

## Histoire
Luke Hood a créé UKF en 2009 afin de partager de la bass music avec ses amis, lorsqu'il étudiait au Frome Community College, en 2009. Son nombre d'abonnés augmentant considérablement, il a commencé à se concentrer sur les chaînes musicales et à l'expansion du label. UKF n'a jamais eu recours à la publicité, en effet le label s'appuyait sur ses abonnés afin de partager la musique à travers les réseaux sociaux. Le label a depuis vendu la moitié de sa participation à AEI Group, et profite de la fonction de streaming en direct de YouTube pour diffuser leurs événements, se produisant actuellement dans toute l'Europe et en Amérique du Nord.
Le nom "UKF" est un acronyme de United Kingdom et de Frome, la ville natale de Luke Hood.
Luke Hood et UKF ont été présentés dans plusieurs magazines musicaux ainsi que sur des plates-formes d'information d'entreprises. En janvier 2012, Your Hidden Potential, une plate-forme anglaise pour les futurs entrepreneurs, nomma Luke Hood l'un des 20 meilleurs jeunes entrepreneurs à surveiller, en déclarant qu'« il y a beaucoup de possibilités de croissance, et qu'il a déjà les abonnés ». Quand UKF a atteint 1 million d'abonnés sur YouTube parmi l'ensemble de ses chaînes, YouTube envoya à UKF une plaque de félicitations. UKF a également été présenté à plusieurs reprises dans Mix Magazine, un hebdomadaire américain spécialisé dans la production de musique. Aux Red Bull Elektropedia Awards de 2012, en Belgique, UKF a remporté le prix de la "Meilleure grande fête", et un prix de l'iconographie visuelle, pour leurs spectacles complets en Belgique.

## Produits et services
UKF organise désormais des événements, produit des podcasts et des séries de compilations tout en élargissant ses cinq chaînes YouTube. En outre, UKF a créé UKF Live, une plate-forme de billetterie pour leurs grands événements.

### Évènements
UKF organise ses propres événements à travers l'Europe et l'Amérique du Nord. Au printemps 2012, UKF a organisé une tournée de 30 dates en Amérique du Nord. La marque espère continuer à développer de nouveaux emplacements, et planifie 15 nouveaux spectacles sur des territoires clés dont les États-Unis, le Canada, l'Allemagne, la Belgique, les Pays-Bas et l'Australie.

### Chaînes YouTube
Le label UKF Music dispose de 5 chaînes YouTube, qui ont chacune leurs spécificités :
- UKF Drum & Bass, chaîne créée le 29 avril 2009. Plusieurs artistes produits par UKF apparaissent tels que Netsky ou Rusko.
- UKF Dubstep, chaîne la plus populaire du label, créée le 29 avril 2009. Flux Pavilion et Modestep y figurent, par exemple.
- UKF On Air, chaîne créée le 24 janvier 2011 et diffusant les événements de UKF en direct.
- UKF Mixes, créé le 23 octobre 2010. Apparaissent des mixes de Nero et Noisia notamment.
- UKF, chaîne créée le 2 décembre 2009, chaîne générale où sont diffusés tous les sous-genres de bass music (sauf la drum'n'bass et le dubstep qui ont déjà leur chaîne dédiée). Doctor P et Feed Me apparaissent notamment.

## Albums
- UKF Drum & Bass 2010 (2010)
- UKF Dubstep 2010 (2010)
- Circus One Presented by Doctor P & Flux Pavilion (2011)
- UKF Bass Culture (2011)
- UKF Drum & Bass 2011 (2011)
- UKF Dubstep 2011 (2011)
- Borgore’s Misadventures in Dubstep (2012)
- Never Say Die (2012)
- UKF Bass Culture 2 (2012)
- UKF Drum & Bass 2012 (2012)
- UKF Dubstep 2012 (2012)
- Never Say Die Vol. 2 (2013)
- UKF Summer Drum & Bass 2013 (2013)
- UKF Drum & Bass 2013 (2013)
- UKF Live (2013)
- UKF Dubstep 2013 (2013)
- UKF Dubstep / Drum & Bass Collection Vol.1 (2013)
- UKF Drum & Bass 2014 (2014)
- UKF Dubstep 2014 (2014)
- Never Say Die Vol. 3 (2014)
- UKF Summer Drum & Bass Vol.2 (2015)
- UKF Drum & Bass 2015 (2015)
- UKF Dubstep 2015 (2015)
- UKF Drum & Bass 2016 (2016)
- UKF Dubstep 2016 (2016)
- UKF Bass House 2016 (2016)
- UKF Drum & Bass 2017 (2017)
- UKF Dubstep 2017 (2017)
- UKF Bass Culture 4 (2018)